# Megistopus
Megistopus (лат.) — род сетчатокрылых насекомых из семейства муравьиных львов (Myrmeleontidae). В роде до 3 видов. 

## Описание
Крылья у представителей рода прозрачные. Передние крылья без рисунка. Ноги длинные. Антенны с жёлтой булавой. Шпоры на ногах имеются. На обеих парах крыльев кубитальные развилки жилок имеют расходящиеся ветви. Эктопрокты у самцов овальной формы, простые или отростком. У личинок на среднегруди располагаются торчащие стигмы.

## Ареал
Представители рода распространены в Западной Палеарктике. На территории России обитает 1 вид — Megistopus flavicornis.

## Биология
Имаго — хищники, добычу ловят в полёте. Личинки — активные хищники, живут под поверхностью песка, откуда высовывают
на поверхность челюсти и охотятся как засадники. Пищеварение у личинок внекишечное. Окукливаются в шелковистом коконе; куколка свободная.

## Виды
- Megistopus flavicornis
- Megistopus mirabilis
- Megistopus lucasi